# Blahbach

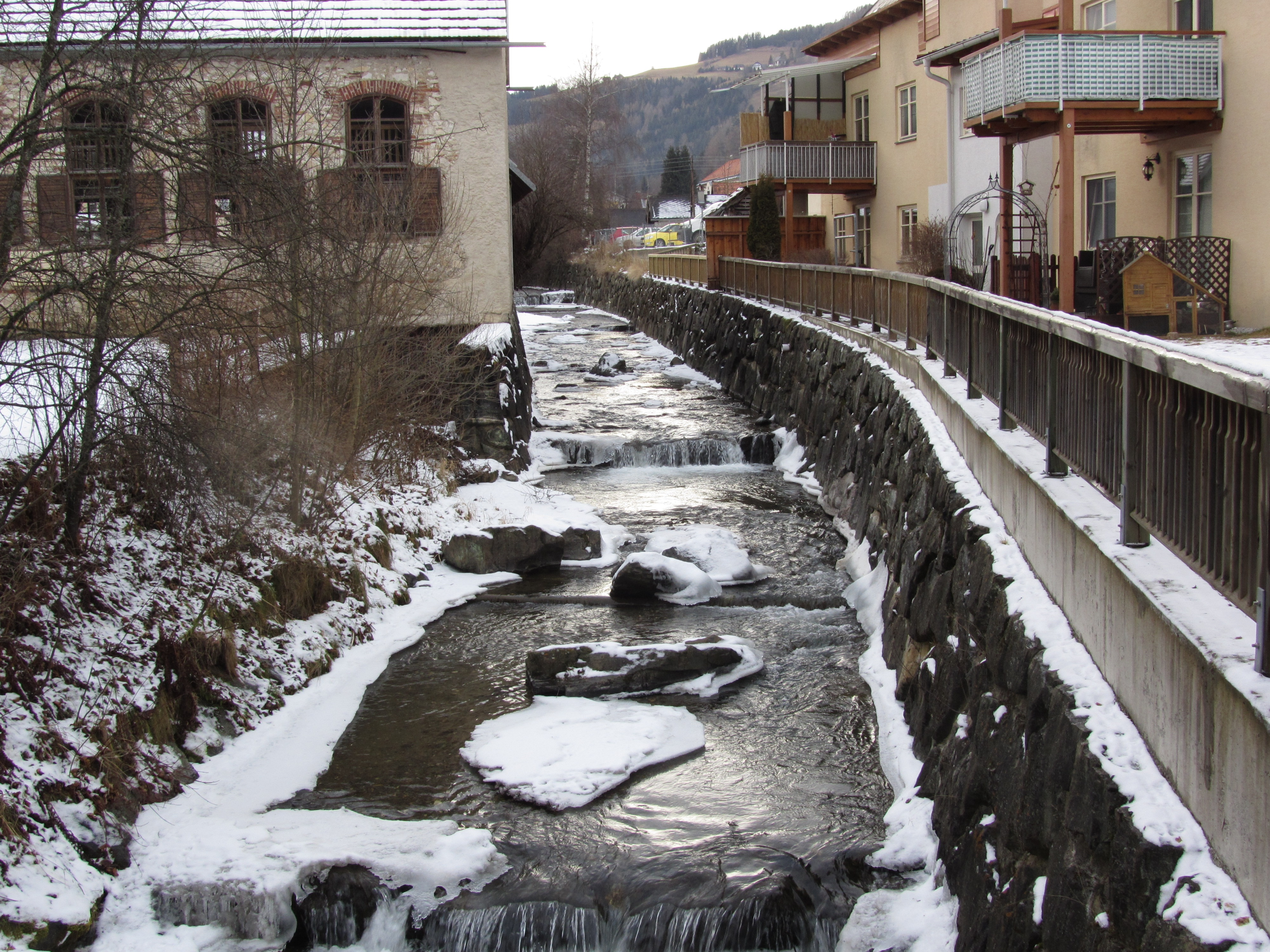
Oberzeiring - Blahbach im Ort (2016)

Der Blahbach ist ein fünfeinhalb Kilometer langer Fluss in Pölstal, der bei Tratten aus der Vereinigung des Zeiringbachs und des Gföllbachs entsteht. Bei Unterzeiring mündet der Blahbach in den Pölsfluss, der danach mit dem Pölsbach die Pöls bildet. Zusammen mit dem Bretsteinbach zählt der Blahbach zu den größten Zubringern der Pöls im Pölstal.

## Name
Der Name „Blahbach“ kommt von den Blasebälgen, die benötigt wurden, um die erforderliche Hitze in den Schmelzöfen des Silberbergwerks Oberzeiring zu erzeugen. Entlang des Baches befanden sich vor Jahrhunderten etliche Rennöfen.